# ناصریه (گنبکی)
ناصریه روستایی در دهستان ناصریه بخش ناصریه شهرستان گنبکی در استان کرمان ایران است. این روستا، مرکز بخش ناصریه است.

## جمعیت
بر پایه سرشماری عمومی نفوس و مسکن در سال ۱۳۹۵، جمعیت این روستا برابر با ۵۸۸ نفر (۱۶۴ خانوار) بوده است.